# Tercera dominació xinesa del Vietnam
La tercera dominació xinesa (602 - 938) és el tercer dels quatre períodes de la història del Vietnam en què el país va formar part de l'Imperi Xinès. Els primers d'aquests tres períodes van tenir lloc de forma gairebé continuada i se'ls coneix conjuntament com el Bắc thuộc ("Dominació del nord").
La tercera dominació va començar quan l'emperador vietnamita Lý Nam Đế II es va rendir i va abdicar davant l'arribada d'un exèrcit de 120.000 homes enviats per l'emperador xinès Wen de Sui. Es prolongaria furant més de tres segles, fins que el general vietnamita Ngô Quyền expulsaria els xinesos després de vèncer a la batalla del riu Bạch Đằng.

## Noms i dinasties
Durant la tercera dominació, el tron imperial xinès va passar de la dinastia Dinastia Sui a la Tang. La província del Vietnam va rebre diversos noms durant aquest període:

## Rebel·lions
Tot i que la dinastia Lý anterior havia estat vençuda, els seus més de 60 anys al poder havien despertat el sentiment nacional vietnamita i havien demostrat que el país era capaç de governar-se de forma independent. Aquest fet, juntament amb els elevats impostos que exigia l'imperi Tang van fomentar l'aparició de moltes revoltes. Les més significatives van ser:
- 722: Mai Hac De era un camperol humil, que es va rebel·lar contra l'explotació xinesa. Va aplegar un grup nombrós de seguidors que va expulsar els Tang i el van proclamar emperador a Van An (actual Nghe An). Però no van poder fer front a l'arribada dels reforços xinesos de 100.000 homes, i van haver de fugir a la jungla on Mao Hac De va emmalaltir i morir. El seu fill va intentar succeir el seu pare, i breument va ser conegut com a Mai Thieu De (Emperador Juvenil), però la rebel·lió no va prosperar.
- 791-82: Phung Hung era un oficial local i fill d'un dels combatents de Mai Hac De. El 766 va iniciar una revolta contra els Tang i va restir 25 anys fora de la llei fins que el 791 va poder prendre la ciutadella de Hanoi, després de 7 dies d'intensos combats. Phung Hung va ser coronat amb el nom de Bo Cai Dai Vuong (Gran Pare Emperador), i va governar el país durant set anys fins que morí el 799. El seu fill Phg An el va succeir al tron, però el 802 va ser vençut per l'exèrcit xinès.
- 905-906: Khúc Thừa Dụ era un vietnamita ric i respetat que aprofitant la situació de desgovern a l'Imperi Tang va atacar la guarnició dels Tang a Tong Binh (Hanoi) aconseguir expulsar-los. La cort xinesa es va veure obligada a acceptar els fets consumats i va negociar amb Khúc Thừa Dụ el seu nomenament com a governador del Vietnam. D'aquesta manera es convertia en el primer governador que no era directament noment per Xina. El seu fill, acabaria portant Vietnam a la independència.

## Autonomia i alliberament
El fill de Khuc Thua Du's, Khúc Hạo, va succeir el seu pare com a governador del Vietnam. Khúc Hạo va reformar l'administració, va baixar els impostos i va modernitzar el país. Mentrestant, la dinastia Tang es va col·lapsar i la Xina es va dividir en deu estats independents.
El sud de la Xina va acabar sota el control de la dinastia Han Meridional, que no va acceptar que a la mort de Khúc Hạo (917) el seu fill Khuc Thua My l'hagués succeït com a governador. El 930 van enviar un exèrcit i van capturar Khuc Thua My. Dương Đình Nghệ, un dels antics generals Khúc Hạo, va prendre el càrrec de governador i va continuar la lluita fins que va ser assassinat el 931. L'oposoció a la Xina va passar a ser liderada pel seu gendre Ngô Quyền.
El 938 va tenir lloc la batalla decisiva del conflicte. La flota del Han Meridional volia entrar al Vietnam a través de l'estuari de Bạch Đằng (la desembocadura del riu del mateix nom que desemboca a la badia de Hạ Long). Els vaixells vietnamites van atacar els xinesos quan la marea era alta, i es van retirar a l'interior de l'estuari. Els xinesos els van perseguir, i quan la marea era baixa, els vietnamites van contraatacar. Ngô Quyền havia fet clavar estaques de ferro a la sortida de l'estuari, que quan els xinesos es van retirar van enfonsar els vaixells.
La victòria a la batalla del riu Bạch Đằng va posar fi al domini xinès, i l'any 939 Ngô Quyền es va proclamar emperador del Vietnam.